# Ceryx cybelistis
Ceryx cybelistis är en fjärilsart som beskrevs av Holland 1893. Ceryx cybelistis ingår i släktet Ceryx och familjen björnspinnare. Inga underarter finns listade i Catalogue of Life.